# Luperina x-notata
Luperina x-notata là một loài bướm đêm trong họ Noctuidae.